# Gastrancistrus marylandensis
Gastrancistrus marylandensis är en stekelart som först beskrevs av Girault 1916.  Gastrancistrus marylandensis ingår i släktet Gastrancistrus och familjen puppglanssteklar. Inga underarter finns listade i Catalogue of Life.